# Xenichthys
Xenichthys Gill, 1863 è un genere di pesci di acqua salata appartenenti alla famiglia Haemulidae.

## Distribuzione e habitat
Provengono dall'est dell'oceano Pacifico. Sono specie demersali, e X. agassizii è tipico delle barriere coralline.

## Descrizione
Non sono pesci particolarmente grandi; la specie di dimensioni maggiori è X. xanti che raggiunge i 24 cm. La loro colorazione non è appariscente.

## Tassonomia
In questo genere sono riconosciute soltanto 3 specie:
- Xenichthys agassizii
- Xenichthys rupestris
- Xenichthys xanti

## Conservazione
X. rupestris viene classificata come "dati insufficienti" (DD) dalla lista rossa IUCN perché è molto poco conosciuta, mentre X. agassizii viene classificata come "vulnerabile" (VU) perché risente dei cambiamenti climatici a causa dell'areale ristretto.